# Mwaru
Mwaru ist ein Verwaltungsbezirk (englisch Ward) des Distrikts Ikungi in der tansanischen Region Singida.

## Geografie
c ist ein Bezirk im nördlichen Zentralteil von Tansania etwa 65 Kilometer Luftlinie westlich der Regionshauptstadt Singida. Bei der Volkszählung 2022 lebten 24.204 Menschen in 3967 Haushalten auf einer Fläche von 586 Quadratkilometern.
Der Bezirk grenzt im Westen an die Region Tabora, im Nordosten den Distrikt Iramba und sonst an zwei Bezirke des Distrikts Ikungi:
| Itumba  | Urughu                                      | Ndago    |
| Igoweko | Kompassrose, die auf Nachbargemeinden zeigt | Ndulungu |
| Iswaki  | Mgungira                                    | Ighombwe |

## Gliederung
Der Bezirk besteht aus fünf Gemeinden (swahili Mtaa) mit 16 Orten (Kitongoji):
| Mwaru - Mahenge - Mtakuja - Mwaru Darajani - Maghariibi - Msui | Mpugizi - Mpugizi - Kandajinga - Mkondogwa | Mlandala - Idodoma - Mnadani - luwilu - Winduwindu - Mwasusu | Mdughuyu - Mdughuyu | Kaugeuri - Kaugeri - Mwasusu |

## Wirtschaft und Infrastruktur
- Bodenschätze: Im Bezirk wird Amethyst gefunden.[8]
- Bildung: Die Mwaru Secondary School ist eine staatliche weiterführende Schule, die Tages- und Internatsschüler bis zur 4. Stufe ausbildet.[9]
- Gesundheit: In den drei Gemeinden Mwaru, Mpugizi und Mlandala liegt je eine staatliche Apotheke.[10][11][12]